# Magneuptychia drymo
Espèce
Magneuptychia drymo est une espèce d'insectes lépidoptères (papillons) de la famille des Nymphalidae, de la sous-famille des Satyrinae et du genre Magneuptychia.

## Dénomination
Magneuptychia drymo a été décrit par William Schaus en 1913 sous le nom initial d'Euptychia drymo.
Synonyme : Cissia drymo.

### Noms vernaculaires
Magneuptychia drymo se nomme Drymo Satyr en anglais.

## Description
Magneuptychia drymo est un papillon beige orangé.
Le revers est marqué de deux rayures et à l'apex de l'aile antérieure d'un ocelle noir pupillé de blanc comme ceux de l'apex et proches de l'angle anal de l'aile postérieure.

## Écologie et distribution
Magneuptychia drymo est présent au Costa Rica et à Panama,.

### Protection
Pas de statut de protection particulier.